# Луна 1

Луна 1 такође позната и као Мечта (на руском сан) била је прва летелица коју је човек послао ка Месецу. Била је прва у серији Луна мисија 1959. а планирано је да по завршетку мисије удари о Месец. Нажалост, никад није стигла до Месеца и завршила је у хелиоцентричној орбити, односно орбити око Сунца. Најближа Месецу била је 4. јануара 1959.
Луна 1 није дошла до Месеца због лоше одређене орбите, и завршила је на путу око Сунца. Најмања раздаљина од Месеца је била 5900 километара. Тиме је постала прва летелица коју је човек послао у орбиту око ове звезде. Креће се између Марса и Земље. Овиме је постала "нова планета" и добила име Мечта (сан). Луна 1 је помогла у откривању структуре Ван Аленовог појаса и открила честице високе енергије. Око Месеца није детектовала магнетно поље. Посматрала је и мерила јачину соларног ветра, јонизоване плазме коју Сунце отпушта у свемир. Луна 1 је измерила да у кубном центиметру те плазме постоји око 700 честица. Детектовала је микрометеорите и радијацију из свемирске околине и са Месеца.